# Van der Noot (familie)

Wapen van de familie van der Noot

Van der Noot is een Belgische adellijke familie uit het hertogdom Brabant, van wie de gekende oorsprong opklimt tot in de 14e eeuw.

## Geschiedenis
De familie van der Noot was zeer uitgebreid, met talrijke takken die echter vaak uitdoofden. Ook al behoorde de familie sinds onheuglijke tijden tot de adel, werden verschillende persoonlijke adelsverheffingen of titelvermeerderingen geacteerd. Te vermelden zijn:
- 1454: Wouter van der Noot, werd tot ridder geslagen.
- 1589: Willem van der Noot, raadsheer in de Justitieraad van Brabant, werd tot ridder geslagen door koning Filips II van Spanje.
- 1610: Jacques van der Noot, schepen van de stad Brussel, heer van Kiezegem, werd tot ridder geslagen door de aartshertogen Albrecht en Isabella.
- 1675: verheffing tot baronie van de Brabantse heerlijkheid Kiezegem (Tielt-Winge) ten gunste van Leonard van der Noot, burgemeester van Brussel, zoon van Jacques van der Noot.
- 1678: verheffing tot baronie ("voor zoveel nodig") van de Brabantse heerlijkheid Carloo (Ukkel) ten gunste van Rogier-Wouter van der Noot, kapitein bij de infanterie.
- 1716: toekenning van de titel graaf, overdraagbaar bij eerstgeboorte, aan Charles-Bonaventure van der Noot, door keizer Karel VI.
- 1769: toekenning van de titel graaf, overdraagbaar bij eerstgeboorte, aan Jean-Joseph van der Noot (de Duras), baron van Carloo, lid van de Tweede Stand van de Staten van Brabant, door keizerin Maria Theresia.

Wouter III van der Noot (1351-1432) was de stamvader van twee familietakken. De eerste met zijn vrouw Margaretha van Hertrijke, de tweede met zijn tweede vrouw Jutte Collays. Hierna worden de nakomelingen besproken die uit deze twee lijnen voortsproten (Maximiliaan, François en Joseph) en na het herstel van de adel opnieuw adellijke status verwierven.
De voorvaders van Maximiliaan en François van der Noot, vanaf de stamvader, waren:
- Wouter III van der Noot (1355-1432), × Margaretha van Hertrijke.
  - Wouter IV van der Noot (1398-1452), × Elisabeth Eggloy.
    - Wouter V van der Noot († 1499) × Dymfna van Grimbergen († 1469).
      - Karel van der Noot × Cecile de Ligne.
        - Wouter VI van der Noot × Catharina Hinckaert (†1570), vrouwe van Carloo.
          - Gaspard van der Noot (†1573), heer van Carloo, × Jeanne d'Enghien († 1614).
            - Jean van der Noot (†1643) × Jeanne de Masnuy.
              - Gilles van der Noot (†1668) × Anna van Leefdael (†1687). Hun zoon Philips Erard van der Noot werd de dertiende bisschop van Gent. 
                - Rogier-Wouter van der Noot, baron van Carloo (1644-1710) × Anna van der Gracht, vrouwe van Cortenbach (†1745). Hun zoon Maximiliaan Antoon van der Noot werd de 15de bisschop van Gent.
                  - Graaf Charles-Bonaventure van der Noot (1684-1761) × Catharina de Waes (†1765).
                    - Graaf Jean-Antoine van der Noot (1729-1792) × Marie Taye, markiezin van Wemmel en d'Assche.
                      - Graaf Maximiliaan van der Noot (zie hierna).
                      - Graaf François van der Noot (zie hierna).

## Maximilien van der Noot d'Assche

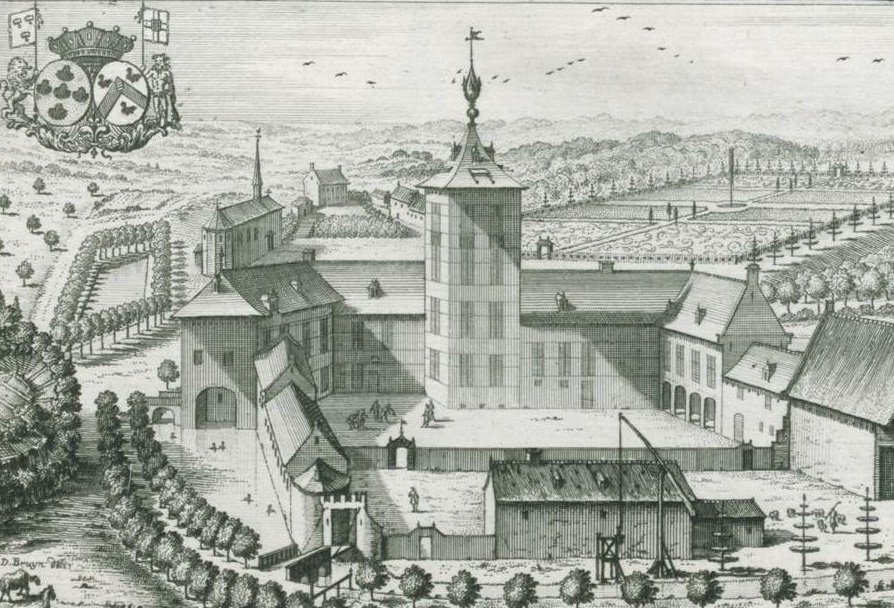
Wapenschild vander Noot de Carloo

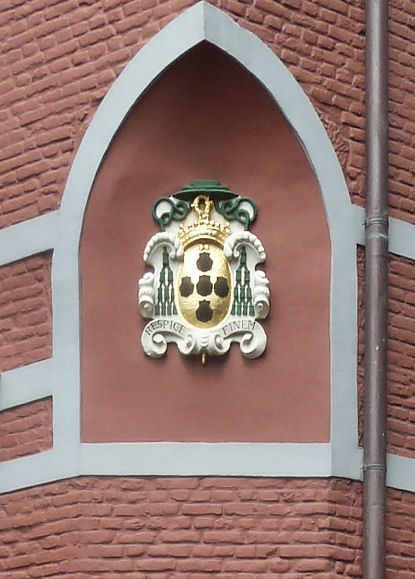
Wapenschild van Mgr. vander Noot, Gent.

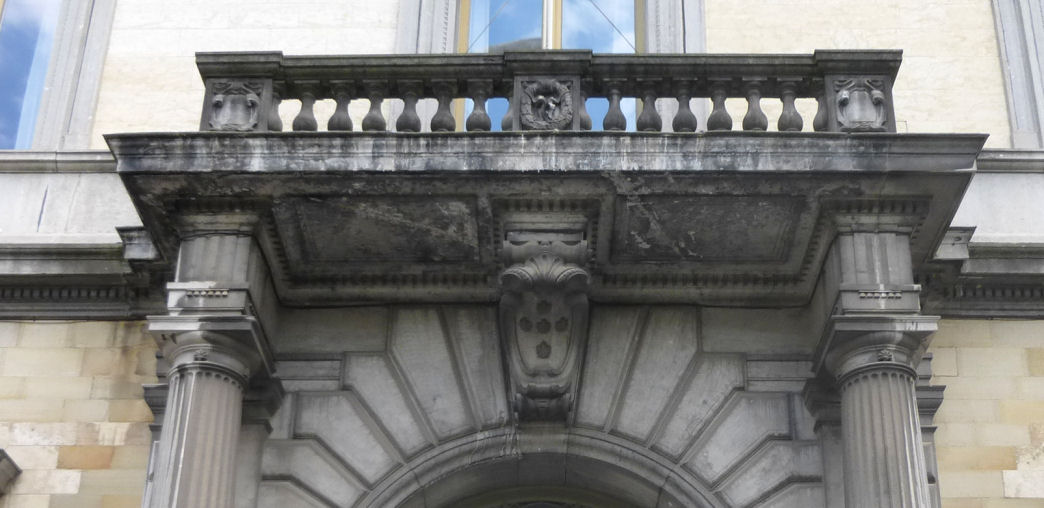
Wapenschild in arduin op het Hotel van der Noot d'Assche in Brussel

Maximiliaan Louis van der Noot (Brussel, 29 mei 1764 - aldaar, 18 maart 1847), zoon van het echtpaar van der Noot-Taye (hierboven), trouwde in 1798 in Antwerpen met Albertine de Roose (Antwerpen, 12 augustus 1777 - Valencia, 4 augustus 1808), dochter van Jean-Alexandre Roose, graaf van Baisy, majoor van Antwerpen, en in tweede huwelijk in 1812 in Brussel met gravin Adelaïde d'Yve de Bavay (Bois-de-Lessines, 8 februari 1792 - Haren, 7 juli 1879), dochter van Fernand d'Yve de Bavay, kamerheer van koning Willem I der Nederlanden. Hij kreeg een dochter uit zijn eerste huwelijk en twee zoons en vijf dochters uit zijn tweede huwelijk, van wie slechts een zoon en een dochter trouwden. Onder het ancien régime was hij de laatste baron van Schoonhoven en Marets, lid van de Tweede Stand van de Staten van Brabant en kamerheer van de keizer van Oostenrijk. Zijn activiteiten tijdens de revolutiejaren worden nergens vermeld. Eens het Verenigd Koninkrijk der Nederlanden gesticht werd hij kamerheer van koning Willem I der Nederlanden, voorzitter van de Ridderschap van Zuid-Brabant en lid van de Tweede Kamer. In 1816 kreeg hij erkenning van erfelijke adel met de titel graaf van der Noot, overdraagbaar op alle afstammelingen en de titel markies d'Assche, overdraagbaar bij eerstgeboorte.
- Gravin Charlotte van der Noot d'Assche (Brussel, 19 april 1800 - aldaar, 1 maart 1861), trouwde in 1827 in Brussel met graaf Gustave de Lannoy (Brussel, 5 augustus 1800 - Anvaing, 6 november 1892), kamerheer van koning Willem I der Nederlanden, grootmaarschalk van de hertog van Brabant en koningin Maria Hendrika, burgemeester van Anvaing, provincieraadslid van Henegouwen en volksvertegenwoordiger. Ze kregen drie zoons en drie dochters, met afstammelingen tot heden.
- Graaf Théodore van der Noot, markies d'Assche (Brussel, 10 juli 1818 - Haren, 13 augustus 1889), kamerheer van koning Willem III der Nederlanden, wat aantoont dat de familie de band met Oranje niet verloren had. Hij trouwde in 1856 in Brussel met Catherine Bernardaki (Taganrog, 4 oktober 1825 - Brussel, 3 juni 1905), weduwe van Gotthard Alexander Konstantin von Benckendorff. Ze kregen drie zoons en een dochter.
  - Graaf Louis van der Noot d'Assche (Napels, 23 januari 1857 - Parijs, 29 maart 1939), trouwde met Marie-Albertine Hoff en vervolgens in 1913 in Parijs met Marguerite Hostiou (Parijs, 9 oktober 1880 - kamp van Ravensbrück, 6 maart 1945). Ze kregen een zoon, Jean-Louis (1907-1933), maar kort na zijn huwelijk overleed.
  - Graaf Charles-Antoine van der Noot, markies d'Assche (Brussel, 16 april 1859 - Arcachon, 22 mei 1925), trouwde in 1922 in Londen met May Ridge (1877-).
  - Graaf Edouard van der Noot, markies d'Assche (Bouillon, 30 augustus 1860 - Cannes, 4 november 1928), ceremoniemeester van het Koninklijk Paleis en voorzitter van het Comité central d'assistance aux internés belges en Suisse tijdens de Eerste Wereldoorlog, trouwde in 1898 in Brussel met Adrienne Barbanson (Parijs, 29 juni 1875 - Brussel, 27 mei 1944), dochter van Alfred Barbanson, diplomaat, en kleindochter van Jean Barbanson. Ze kregen twee zoons en twee dochters, met afstammelingen tot heden.
    - Gravin Elisabeth van der Noot d'Assche (Brussel, 22 juli 1899 - Elsene, 27 maart 1974), trouwde in 1923 in Brussel met Costantino Ruspoli de Poggio-Suasa (New York, 8 juli 1891 - Beir-Almasaïli (El-Alamein), 24 oktober 1942), Italiaans diplomaat en zoon van Mario Ruspoli, Italiaans diplomaat. Ze kregen drie zoons, met afstammelingen tot heden. Tijdens de Tweede Wereldoorlog vertoefde ze in de hoogste kringen van de bezettingsmacht en stond onder meer op goede voet met de militaire gouverneur Alexander von Falkenhausen.
    - Graaf Henri van der Noot, markies d'Assche (Brussel, 21 september 1902 - aldaar, 23 november 1952), trouwde in 1926 met Colette Allard (Brussel, 11 oktober 1905 - Chantilly, 30 april 1982), dochter van baron Josse Allard, bankier en filantroop. Ze kregen twee zoons, met afstammelingen tot heden.
    - Graaf Alfred van der Noot d'Assche (Brussel, 12 februari 1908 - Gent, 27 juli 1972), kapitein-commandant, trouwde in 1943 in Elsene met Anne Delloye (Elsene, 26 juli 1917 - Brussel, 14 februari 2004). Ze kregen drie dochters, met afstammelingen tot heden.

  - Gravin Marie-Cécile van der Noot d'Assche (Brussel, 5 februari 1865 - aldaar, 13 mei 1920), trouwde in 1897 in Brussel met markies Francesco del Drago di Riofreddo (Rome, 27 april 1858 - Filacciano, 6 april 1942). Het huwelijk bleef kinderloos.

## François van der Noot
François Marie Joseph van der Noot (Brussel, 30 april 1770 - Wemmel, 22 december 1837), broer van Maximiliaan, verkreeg in 1816 erkenning van erfelijke adel met de titel graaf, overdraagbaar op alle afstammelingen, en benoeming in de Ridderschap van Zuid-Brabant. Hij trouwde met Marie Keyaerts (1778-1837) en ze kregen zeven kinderen. Twee zoons trouwden, maar in de volgende generatie doofde deze familietak uit.

## Joseph van der Noot
Antoine Joseph Marie Jacques van der Noot (Brussel, 5 februari 1807 - Moorsel, 26 oktober 1891) werd in 1842 erkend in de erfelijke adel met de titel baron, overdraagbaar bij eerstgeboorte. Hij trouwde in 1833 met de Ierse Catherine Heyland (1812-1842).
Als jonge man werd hij een medewerker van het Voorlopig Bewind en werd hij de ceremoniemeester voor de reis van koning Leopold I van België van De Panne naar Brussel en voor de ceremonie van de eedaflegging op 21 juli 1831. Hij werd vervolgens ambtenaar op het ministerie van Buitenlandse zaken. Hij werd ook burgemeester van Moorsel en provincieraadslid voor Oost-Vlaanderen.
Hij behoorde tot de (minder prestigieuze) tak van de familie van der Noot die afstamde van Wouter III van der Noot (1355-1432) en die zijn tweede vrouw Jutte Collaeys († 1448). De telgen van deze tak waren heer van Vrechem tot op het einde van het ancien régime. De laatste heren van Vrechem waren:
- Maximiliaan van der Noot (†1666), die trouwde met Marie Boote. Zij was vrouwe van Vrechem en bracht deze heerlijkheid binnen bij de van der Noots.
  - Nicolaas van der Noot (†1773), getrouwd met Jérômette van Caverson († 1743).
    - Ferdinand van der Noot (1728-1805), getrouwd met Marie de Moor.
      - Jean-François van der Noot (1768-1807), laatste heer van Vrechem, getrouwd met Petronilla de Meer de Moorsel (1773-1837). Hij vroeg geen herstel in de adellijke status aan.
        - Frédéric van der Noot (1801-1883), burgemeester van Aalst, getrouwd met Rose-Pauline Bounder de Melsbroeck. Hij werd met de titel 'baron' aangesproken, alhoewel hij geen erkenning van erfelijke adel had aangevraagd noch verkregen.
        - Baron Antoine Joseph van der Noot, genaamd de Moorsel, getrouwd met Catherine Heyland.
          - Alexandre van der Noot (Brussel, 1836 - Moorsel, 1900) woonde een aantal jaren in de Verenigde Staten en trouwde er met Emma Laurent (1852-1933).
            - Ferdinand van der Noot (1877-1935), nam, zoals zijn nazaten, de Amerikaanse nationaliteit aan en verdween uit de Belgische adel.

    - Hendrik van der Noot (1731-1827), de leider van de Brabantse revolutie.